# Muž na laně (film, 2008)
Muž na laně (v anglickém originále Man on Wire) je dokumentární film, který natočil režisér James Marsh. Premiéru měl 22. ledna 2008 na festivalu Sundance Film Festival. Pojednává o činu Francouze Philippa Petita, který dne 7. srpna 1974 přešel po laně mezi budovami Světového obchodního centra v New Yorku. Film byl oceněn cenou BAFTA za nejlepší film; dále byl oceněn Oscarem za nejlepší dokumentární film.
V roce 2015 vznikl na toto téma také hraný film režiséra Roberta Zemeckise s názvem The Walk, česky uváděný rovněž jako Muž na laně.